# 北与南 (迷你影集)
《北与南》（英語：North and South），是美国电视迷你影集，製播约一年，改編自1980年代同名小說。內容背景是1861年至1865年的美国南北战争時期。故事集中在战前两位青年好友，却因内战各自在不同阵营从军，互相于战场上廝殺的衝突故事。飾演南军军官的派屈克·史威兹因此影集而知名度大开，此片后改演电影文艺片《第六感生死恋》而為大明星。